# アンドレイ・ミネンコフ
アンドレイ・ミネンコフ（ロシア語: Андрей Миненков、1954年12月6日 - ）は、旧ソビエト連邦出身の男性フィギュアスケート選手。1976年インスブルックオリンピックアイスダンス銀メダリスト。1980年レイクプラシッドオリンピックアイスダンス銅メダリスト。1975年、1977年世界フィギュアスケート選手権アイスダンスチャンピオン。パートナーはイリーナ・モイセーワ。

## 経歴
- 1975年、1977年世界フィギュアスケート選手権優勝。
- 1976年インスブルックオリンピックで銀メダルを獲得。
- 1977年、1978年ヨーロッパフィギュアスケート選手権優勝。
- 1980年レイクプラシッドオリンピックで銅メダルを獲得。

## 主な戦績
| 大会/年      | 1972-73 | 1973-74 | 1974-75 | 1975-76 | 1976-77 | 1977-78 | 1978-79 | 1979-80 | 1980-81 | 1981-82 |
| ------------ | ------- | ------- | ------- | ------- | ------- | ------- | ------- | ------- | ------- | ------- |
| オリンピック |         |         |         | 2       |         |         |         | 3       |         |         |
| 世界選手権   | 7       | 4       | 1       | 2       | 1       | 2       | 3       | 3       | 2       | 3       |
| 欧州選手権   | 7       | 5       | 4       | 2       | 1       | 1       | 2       | 3       | 2       | 3       |